# Kapacitáslekötés
Adott rendszer adott eleme kapacitásának használati joga ill. az elsődleges kapacitáskereskedelemben annak megvásárlására irányuló tevékenység. Előbbi értelemben annak meghatározása, hogy a rendszer adott elemén időegység alatt legfeljebb mekkora energiamennyiség átvitelére jogosult adott energiakereskedő. (E korlát túllépése esetén pótdíjat és/vagy büntetést kell az energiakereskedőnek a rendszerüzemeltető részére fizetnie.) A kapacitáslekötés mindig bizonyos időtartamra vonatkozik (negyedóra, nap, hónap, év, stb.).
A kapacitáslekötés, mint folyamat általában a következő lépésekből áll:
1. Várható fogyasztás meghatározása. Történhet pusztán az energiakereskedő hatáskörén belül, de kötelessége is lehet az adott rendszer üzemeltetője részére fogyasztói igény előrejelzést benyújtani. Ennek a lépésnek mindenképpen alapvető eleme a hosszútávú fogyasztás-előrejelzés, mely történhet emberi becslés, vagy informatikai platformon végzett optimalizáció útján.
2. Kapacitásigénylés: Az a jogi aktus, melynek keretében az energiakereskedő az adott rendszerüzemeltető részére kapacitásigényét nyújtja be. Ennek keretében annak bejelentése történik, hogy az energiakereskedő milyen időtávra a rendszer mely elemére milyen és mennyi kapacitást kíván lekötni. Ez az igénybenyújtás történhet papíralapon, elektronikusan, vagy informatikai platformon keresztül.
3. Kapacitásigények jóváhagyása: A rendszerüzemeltető a beérkezett kapacitásigényeket elbírálja. Felülvizsgálja az igényelt kapacitások teljesíthetőségét az általa üzemeltetett rendszer műszaki jellemzőinek tükrében, majd ennek eredményeként az igényelt kapacitásmennyiségeket részben vagy egészében jóváhagyja.
4. Kapacitáslekötések véglegesítése: A jóváhagyott kapacitásigények alapján kapacitáslekötések (kapacitásszerződések) létesítése a jóváhagyott paramétereknek megfelelően.